# Lepturonota lifuana
Lepturonota lifuana là một loài bọ cánh cứng trong họ Cerambycidae.